# Грязь (Вологодская область)
Грязь — упразднённая деревня в Тарногском районе Вологодской области России.

## География
Урочище находится в северо-восточной части области, в подзоне средней тайги, к югу от реки Кокшеньги, к северу от автодороги 19К-010, на расстоянии примерно 29 километров (по прямой) к северо-западу от села Тарногский Городок, административного центра района.

### Климат
Климат характеризуется как умеренно континентальный, с продолжительной холодной зимой и умеренно тёплым летом. Среднегодовая температура воздуха — +1,5 °C. Средняя температура воздуха самого холодного месяца (января) — −13,6 °C (абсолютный минимум — −52 °C), средняя температура самого тёплого (июля) — +16,8 °С (абсолютный максимум — +37 °С). Вегетационный период длится 115 дней. Среднегодовое количество атмосферных осадков составляет 667 мм, из которых около 67 % выпадает в тёплый период. Снежный покров держится в течение 168 дней. В течение года преобладают ветра юго-западного направления. Среднегодовая скорость ветра 3,3 м/с.

## История
В «Списке населенных мест Вологодской губернии по сведениям 1859 года» населённый пункт упомянут как удельная деревня Тотемского уезда, расположенная в 96 верстах от уездного города. В деревне имелось 8 дворов и проживало 55 человек (27 мужчин и 28 женщин). В 1881 году входила в состав Спасской волости.
По данным 1926 года в деревне имелось 14 хозяйств и проживал 81 человек (38 мужчин и 43 женщины). В административном отношении входила в состав Нижнего сельсовета Кокшенгского района.
Действовал колхоз «Гигант». В 1940 году деревня Грязь входила в состав Нижне-Спасского сельсовета Тарногского района. Упразднена не позднее 1973 года.